# Паоло Лучіо Анафесто
Паоло Лучіо Анафесто (італ. Paolo Lucio Anafesto; ?-717) — перший венеційський дож. Низка дослідників розглядає називає його Пауліцієм Анафестом (лат. Paulucius Anafestus), дуксом (герцогом) Тревізо, і васалом лангобардів. Інші ототожнюють з візантійським чиновником Павлом, що згодом став екзархом Равенни.

## Біографія
Був дворянином в Гераклії (Чіттанова), столиці феми чи дуката Венетіка, що був частиною Равеннського екзархату Візантійської імперії. 
Його було обрано за ініціативи Христофора, патріарха Нової Аквілеї, трибунами, що відповідали за громадські та судові справи, в 697 році як офіційна правляча особа, щоб покласти край суперечкам і боротьбі інтересів кланів і скоординувати опір проти лангобардів і слов'ян. Незалежність виборів правителя в ті часи без схвалення візантійського імператора була вельми сумнівна. Тому припускають, що посада Анафесто була іпат чи консул, а дожом його вже назвали наступні покоління. Також висловлюється думка, що його було призначено дуксом (цей титул є аналогом дожа) равеннським екзархом за поданням трибунів чи відбулося об'єднання Венетіки й Істрії під владою дукса чи військового магістра.
Між 713 і 715 роками уклав мирний договір з королем лангобардів Лютпрандом, яким було визначено межі Гераклеї. Проте за сучасною версією ця угода виглядала інакше: з боку лангобардів виступає герцог Пауліцій (Паоло Лучіо Анафесто), з боку Венето-Гераклеї — візантійський військовий магістр Марцелл (Марчело Тегальяно).
Правив до 717 року. За різніми відомостями помер природньою смертю, або загинув внаслідок поразки від міст Метамавкум і Еквілій. Конфлікт можливо був через суперечництво щодо панування у Венеційській лагуні.